# 뉴멕시코 레일러너 익스프레스
뉴멕시코 레일러너 익스프레스(영어: New Mexico Rail Runner Express, 약칭 NMRX)는 미국 남서부 뉴멕시코주의 대중 교통 체계이다. 일반적으로 광역 앨버커키 지역 승객들을 수송한다. 뉴멕시코 레일러너 익스프레스의 통근 열차로 연간 3,700명의 승객을 실어나르고, 통근 열차는 이층 객차와 디젤 기관차로 운행한다. 뉴멕시코 디파트먼트 오브 트랜스포테이션은 운행 노선 및 장비의 운영 및 유지 보수에 대한 계약을 체결했다.
앨버커키의 첫 통근 열차 체계인 뉴멕시코 레일러너 익스프레스는 2006년에 개통되었다.

## 보유 차량
- 2016년 1월 기준으로 뉴멕시코 레일러너 익스프레스는 다음과 같은 차량을 운행하고 있다.[2]

| 제조                    | 모델                 | 대수 | 번호        | 사진 |
| ----------------------- | -------------------- | ---- | ----------- | ---- |
| 웹텍                    | MP36PH-3C            | 9    | 101 ~ 109   |      |
| 봄바디어 트랜스포테이숀 | 봄바디어 비레벨 코치 | 13   | 1001 ~ 1013 |      |
| 봄바디어 트랜스포테이숀 | 봄바디어 비레벨 캡카 | 9    | 1101 ~ 1109 |      |